# Els Vivencs
Els Vivencs és un petit barri situat a l'est del terme de la Pobla de Claramunt (Anoia), emplaçat entre els torrents de Cal Galan i del Forn d'en Munner, ambdós tributaris del riu Anoia.
Està separat físicament del nucli urbà d'aquest municipi per alguns camps de conreu i un parc públic: el Parc del Mil·lenari. que el 2018 va acollir els actes de la Diada Nacional de Catalunya. Amb una quinzena de cases, aquest indret compta aproximadament amb quaranta habitants. Destaquen algunes masies, com ara Cal Puget, actualment transformada en un restaurant, Cal Sabaté o Cal Pere Valls.

Per altra banda, els Vivencs són coneguts arreu de la comarca per la seva font, situada a la plaça de Sant Josep, al centre del barri.

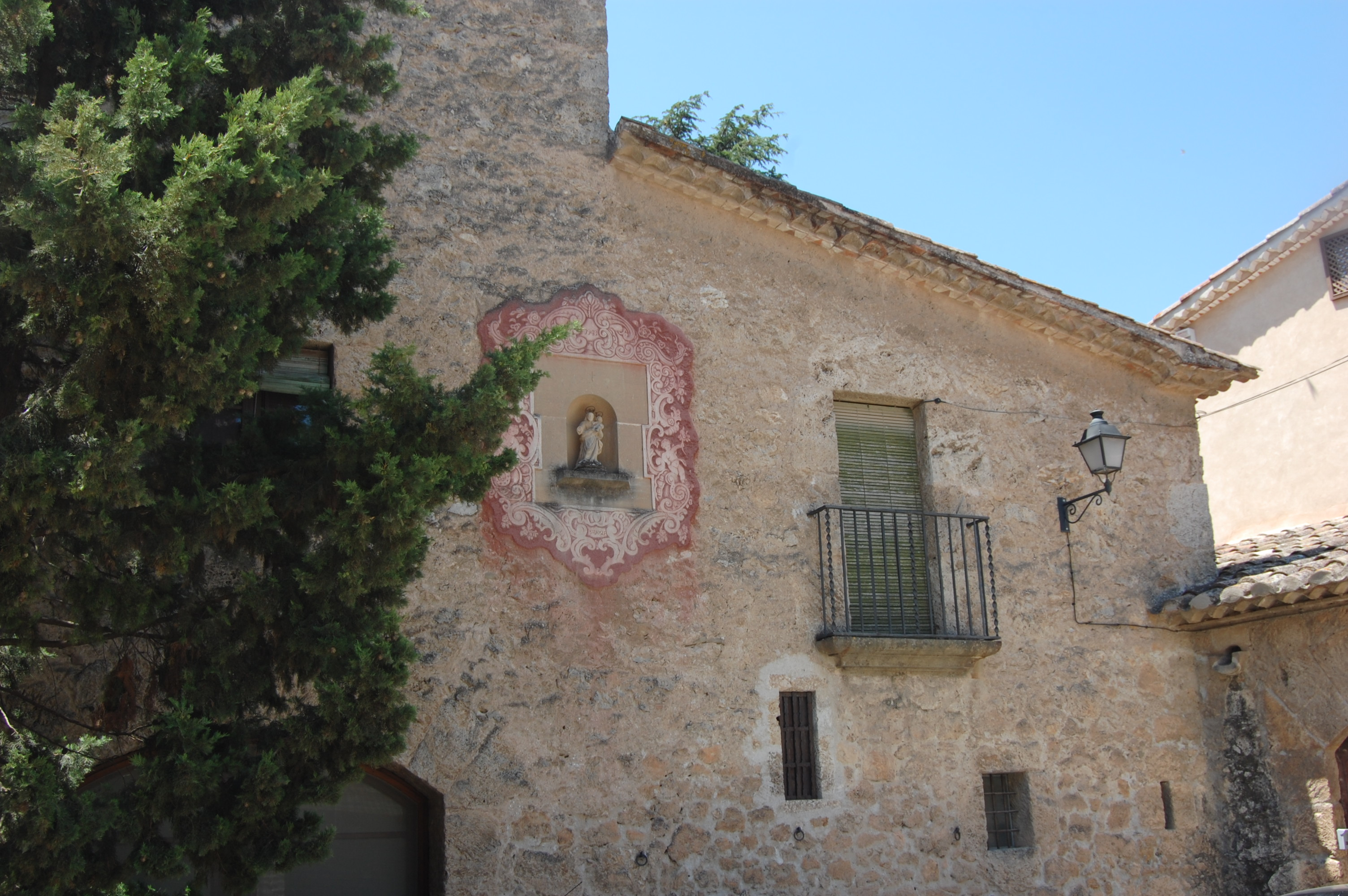
Plaça de Sant Josep
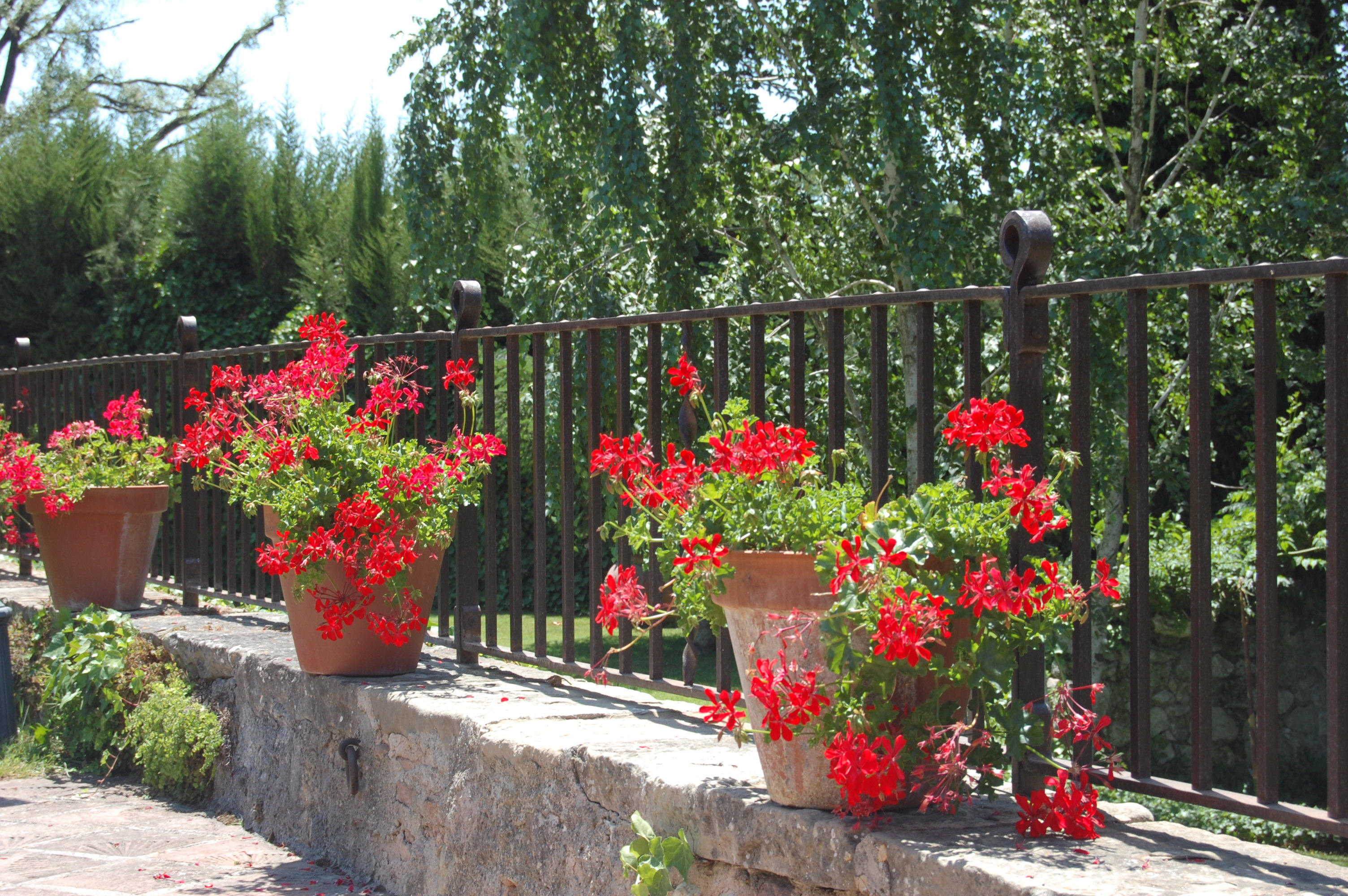
Geranis als Vivencs
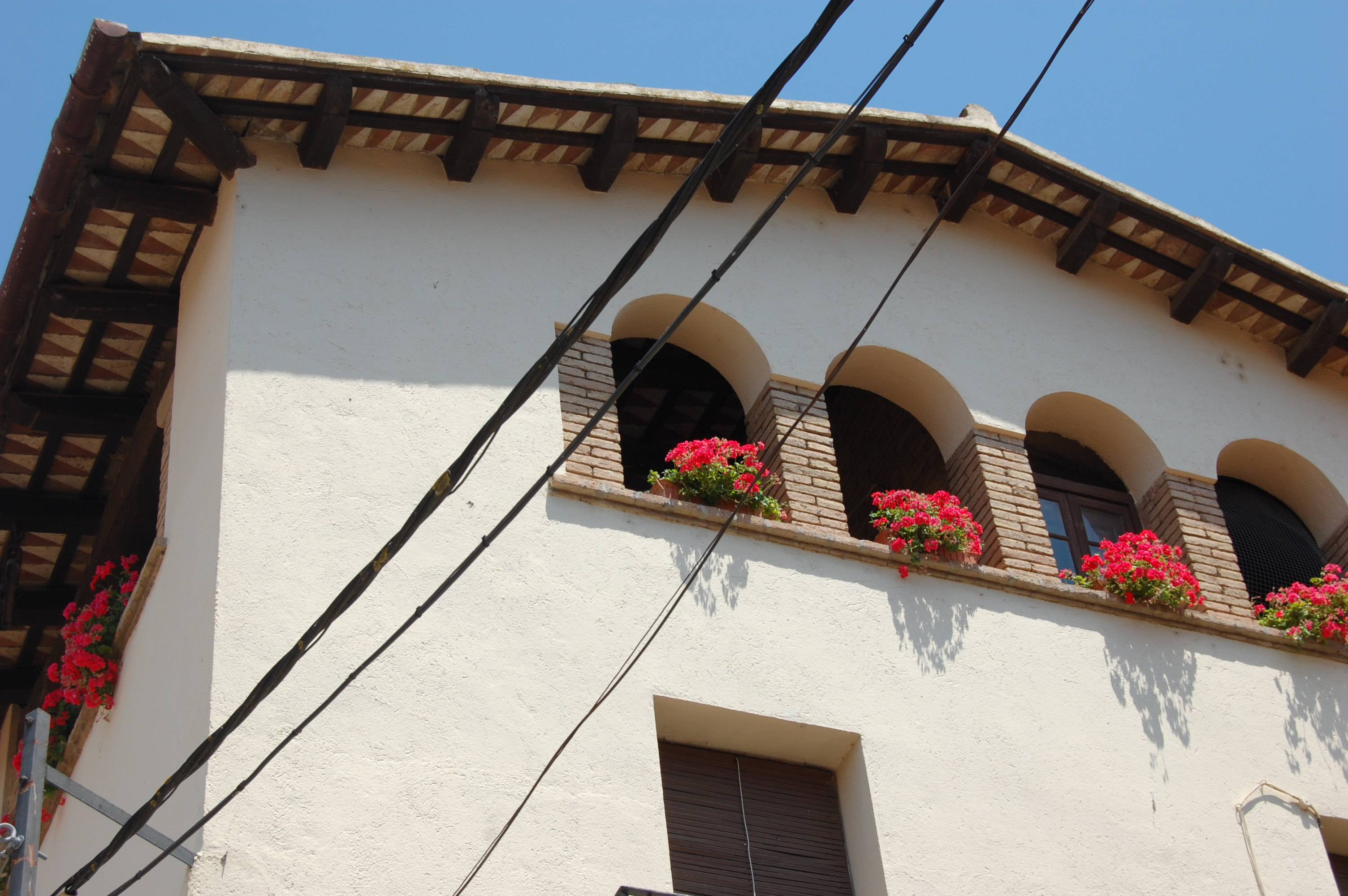
Cal Sabaté dels Vivencs
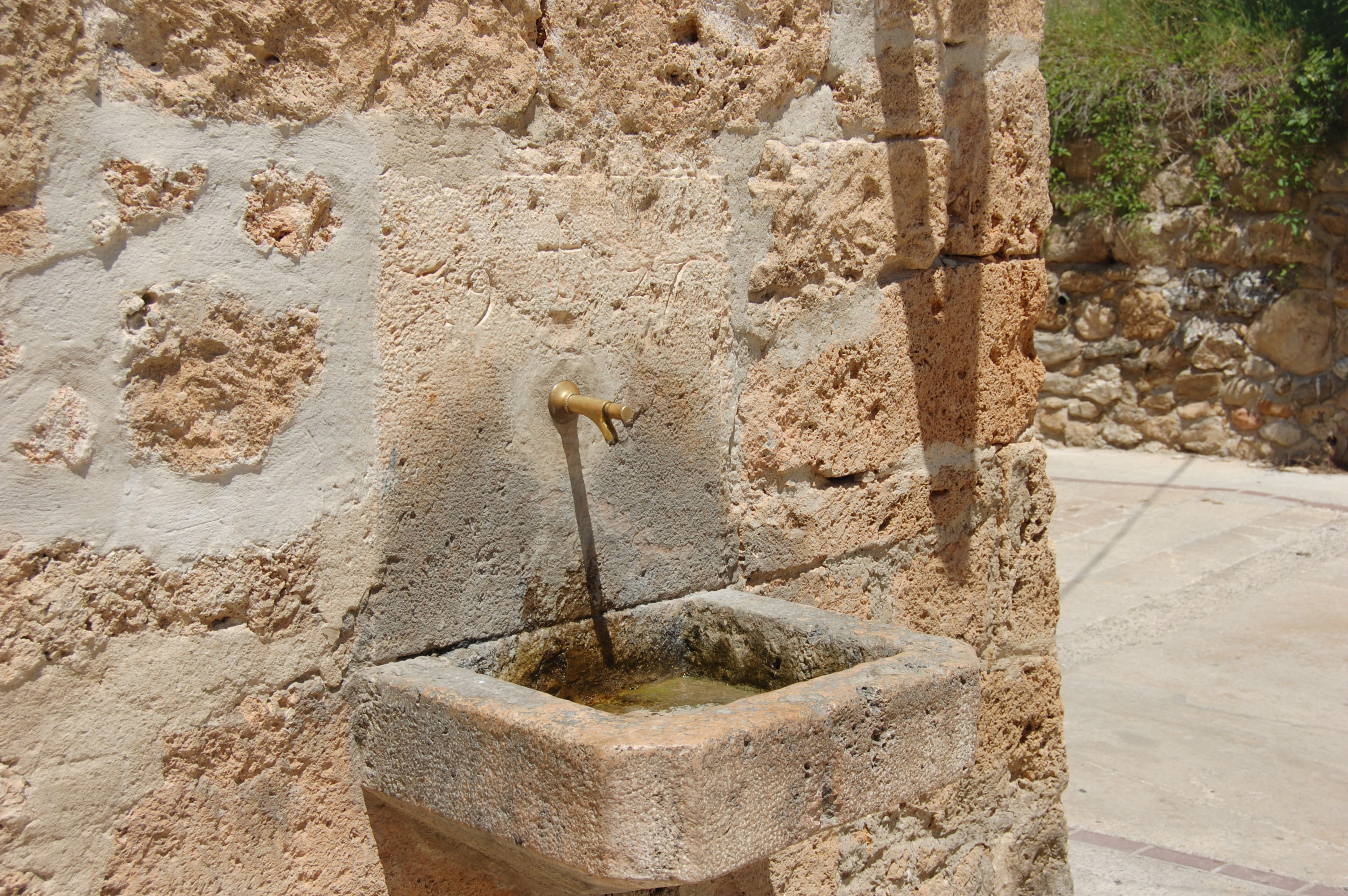
Font dels Vivencs
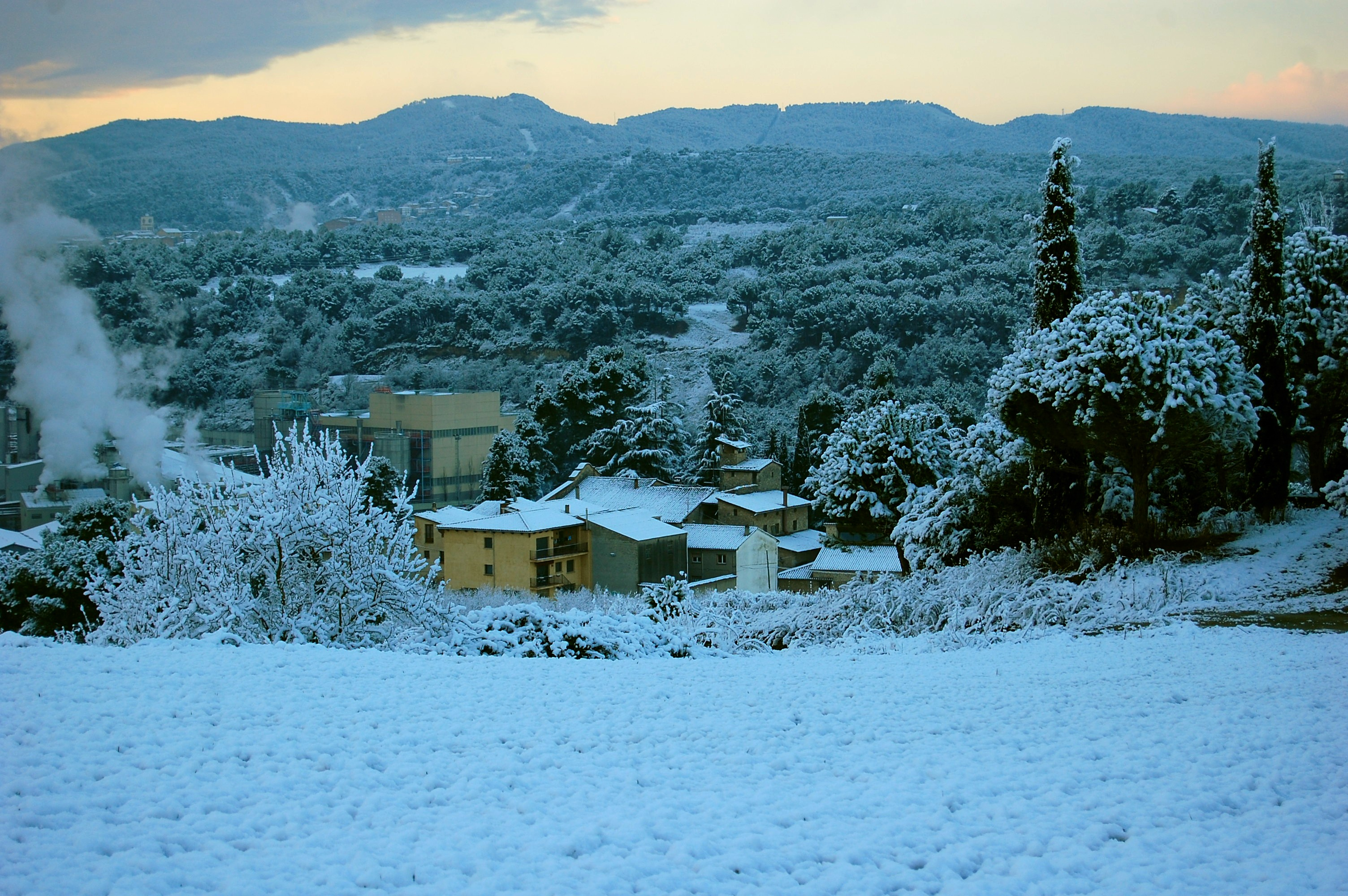
Els Vivencs a l'hivern